# Fábrica do Torreão
A Fábrica do Torreão, popularmente conhecida por Engenho do Hinton, foi um engenho de açúcar que existiu na cidade do Funchal, na freguesia de Santa Luzia, e que esteve em funcionamento entre 1856 e 1986. Este engenho foi o maior engenho da Madeira e da Europa. Nos terrenos da antiga fábrica, encontra-se hoje o Jardim de Santa Luzia. Este jardim tem preservada a chaminé e alguma da maquinaria da antiga fábrica, servindo assim de núcleo museológico ao ar-livre.

## História
No ano de 1838, William Hinton, fundador da fábrica, estabelece-se na ilha com o fim de curar alguns dos seus problemas de saúde. Um ano mais tarde, casa-se com a filha de Robert Wallas o proprietário de uma pequena fábrica de moagem de cana situada no mesmo local onde Hinton viria então a estabelecer a fábrica do Torreão.
Em 1872, o engenho foi alvo de um processo de modernização e foi-lhe concedido um alvará para a realização da extração e cristalização de açúcar. Apesar da legislação vigente na época, os resíduos da fábrica foram ao longo de toda a sua operação despejados na Ribeira de Santa Luzia, servindo esta de esgoto a céu aberto.
A fábrica mantem-se revelante ao longo dos séculos, tendo sido dos últimos engenhos a fechar na Madeira no Século XX. 
Em 1986, o engenho é fechado e as suas instalações permanecem ao abandono até ao início do Século XXI. Quando é demolido para a construção de um parque urbano, o Jardim de Santa Luzia, inaugurado em 2004.

## Referencias
1. 1 2 3  Silva, Lília Sofia Gonçalves (16 de Dezembro de 2021). «Madeira, um destino turístico e gastronómico: A Cana-de-açúcar um património alimentar riquíssimo»
2. 1 2  «Jardim de Santa Luzia - Visit Madeira | Site oficial do Turismo da Madeira». visitmadeira.com. Consultado em 11 de dezembro de 2024